# Jacqueline N. Hewitt
Jacqueline N. Hewitt (4 de setembre de 1958 a Washington DC) és una astrofísica nord-americana. Va descobrir el primer anell d'Einstein localitzat en la constel·lació del Lleó.

## Formació
Va assistir a Bryn Mawr College, on es va graduar en economia el 1980. Quan estava en el segon any dels seus estudis de grau va fer un curs d'astronomia que li va despertar el seu interès per la ciència, degut a això va decidir fer els seus estudis de postgrau en aquest camp. Quan Jacqueline N. Hewitt va començar els estudis de postgrau en Astrofísica a l'Institut de Tecnologia de Massachusetts, Cambridge, es va llançar a un camp de recerca en el que s'estaven produint canvis radicals. Els avenços en el processament de senyals digitals estava canviant la manera com es construïen els radiotelescopis donant-los noves capacitats molt interessants. Durant els seus estudis de postgrau, va començar a estudiar les lents gravitacionals, descobertes feia poc. Per a la seva tesi doctoral, Hewitt va viatjar a un lloc remot a 7.000 metres sobre el nivell del mar a les planes de Sant Agustí, Nou Mèxic, on s'utilitza el nou radiotelescopi Very Large Array per compilar el primer estudi sistemàtic important de lents gravitacionals. Va obtenir el seu doctorat el 1986.

## Carrera
Del 1986 al 1988 Jacqueline N. Hewitt va ser contractada amb una beca postdoctoral al MIT com a part de l'equip d'Interferometria de Molt Llarga Base (VLBI) o de Base Ampla. En analitzar les dades dels seus estudis de postgrau, es va trobar amb un anell a la pantalla del seu ordinador. Aquest anell, situat a la Constel·lació del Lleó, va acabar sent el primer anell d'Einstein que s'havia descobert mai. Des del descobriment revolucionari de Hewitt, molts altres anells d'Einstein han estat descoberts, i es va trobar que són molt més comuns del que es pensava. Els anells d'Einstein són importants perquè poden ajudar a respondre preguntes sobre la mida i el destí del nostre univers. El 1988 Hewitt va treballar com a investigadora al Departament de Ciències Astrofísiques de la Universitat de Princeton. Després d'un any d'investigació en aquesta universitat va tornar al MIT com a professora ajudant de física, i des del 1994 treballa com a professora a temps complet. Ha estat pionera en noves aplicacions astrofísiques de la radioastronomia, la interferometria, del processament d'imatges i senyals.
Des del 2002, Hewitt dirigeix l'Institut Kavli del MIT d'Astrofísica i Recerca Espacial. El centre interdisciplinari dona suport a la investigació en ciència espacial, enginyeria, astronomia i astrofísica i on es treballa contínuament amb la interconnexió entre la ciència i la tecnologia. Els seus variats projectes tracten sobre raigs X, òptica, radioastronomia. astronomia planetària, astrofísica teòrica, física del plasma, física gravitacional i cosmologia.

## Premis i reconeixements
- 1990 guanya el reconeixement de la Fundació David i Lucile Packard
- 1995-1996 els seus col·legues del MIT la nomenen per al premi Harold E. Edgerton pel seu treball en les lents gravitacionals.
- 1995 rep el Premi Maria Göppert-Mayer pel seu treball a la radioastronomia.